# Karlie Heistand
Pour les articles homonymes, voir Heistand.
Karlie Heistand (épouse Kisha) est une joueuse américaine de hockey sur gazon. Elle évolue au poste de milieu de terrain au Highstyx et avec l'équipe nationale américaine.

## Biographie
- Naissance le 25 septembre 1995 à Hamburg.
- Élève à l'Université du Connecticut.
- Épouse de Josh Kisha.

## Carrière
Elle a fait ses débuts en équipe première le 7 février 2020 contre l'Argentine à Buenos Aires lors de la Ligue professionnelle 2020-2021.